# Costa Alta
A Costa Alta (em sueco: Höga kusten;  PRONÚNCIA) é uma parte da costa sueca do Golfo da Bótnia, situada na província de Ångermanland, entre as cidades de Härnösand e Örnsköldsvik. Está caracterizada pelas suas elevações cobertas de florestas, pelos seus vales profundos, pelos seus lagos e pelas suas ilhas em frente à linha costeira.
Este local, é famoso por sua isostasia, um fenômeno que foi reconhecido e estudado pela primeira vez aqui: Com o fim da última era glacial, a massa de gelo recuou e a região foi elevada em cerca de 500 metros inicialmente e 286 m posteriormente, o que causou o aparecimento de novos relevos. Esta elevação do terreno da Höga kusten é atualmente da ordem de 1 cm por ano. 

Em 2000 a Costa Alta e o Arquipélago de Kvarken foram inscritas conjuntamente como Patrimônio Mundial da UNESCO.

Höga kusten
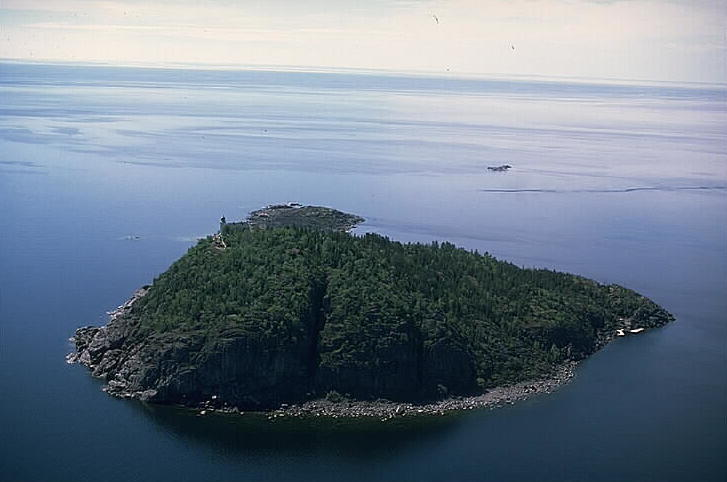
A pequena ilha de Högbonden
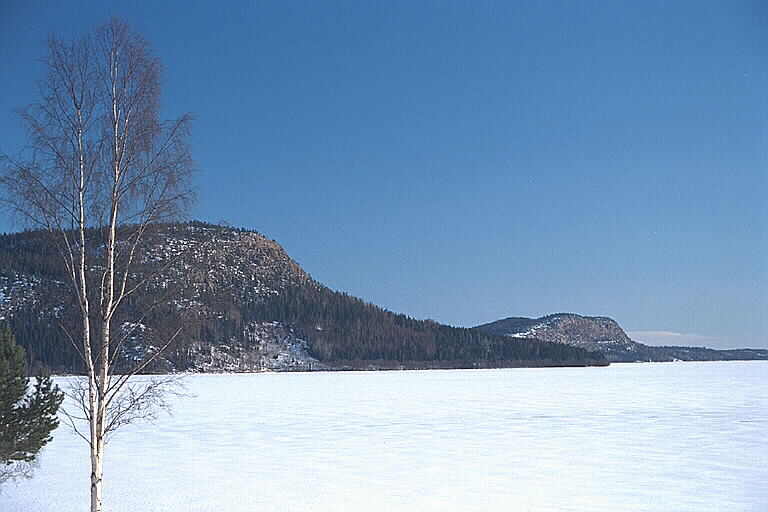
O fiorde de Docksta
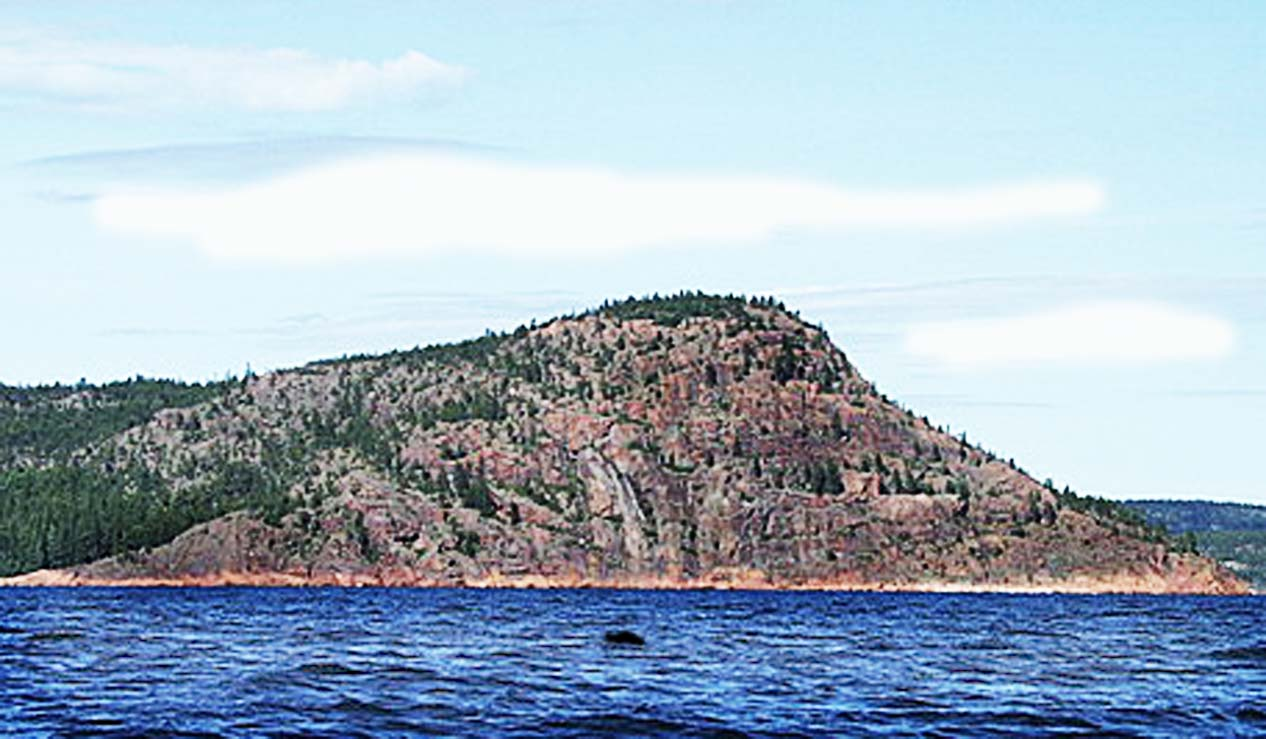
A península de Balesudden
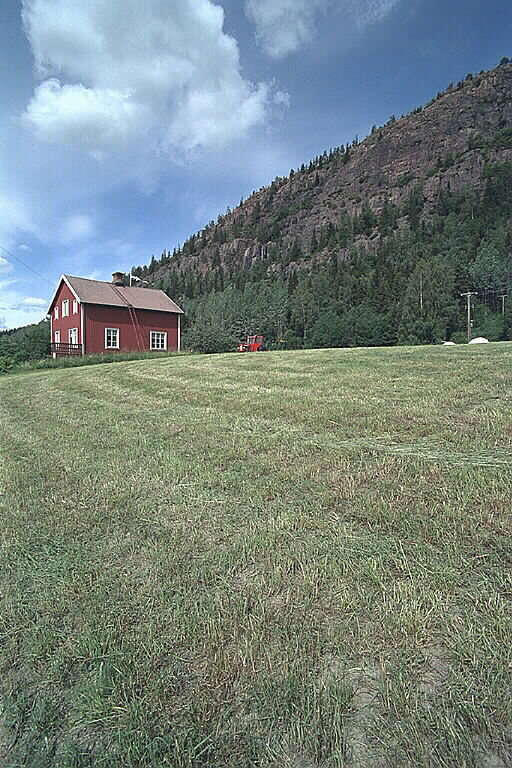
A montanha Omneberget